# Ndoc Çoba
Ndoc Çoba (ur. 27 lipca 1870 w Szkodrze, zm. 6 marca 1945 tamże) - albański ekonomista, polityk i publicysta, minister finansów Albanii w 1920 roku, burmistrz Szkodry w latach 1937-1939.

## Życiorys
Uczył się w szkole prowadzonej przez jezuitów w Szkodrze, a następnie odbył studia ekonomiczne w Wenecji, gdzie obronił pracę doktorską. W 1908 objął kierownictwo klubu patriotycznego Gjuha shqipe (Język albański). Od 1909 pracował w służbie celnej, w roku 1913 objął kierownictwo urzędu celnego w Szkodrze, a w latach 1914-1915 był członkiem dwunastoosobowej komisji zarządzającej miasta Szkodry. W 1920 uczestniczył w kongresie działaczy narodowych w Lushnji jako delegat Szkodry, w nowym rządzie Sulejmana Delviny objął stanowisko ministra finansów i przeprowadził reformę finansów publicznych. W latach 20. wydawał pismo społeczno-polityczne Ora e maleve. W latach 1937–1939 przewodniczył radzie miejskiej Szkodry. W czasie II wojny światowej związał się z monarchistycznym ugrupowaniem Legaliteti, był współorganizatorem konferencji w Pezë (16 września 1942), gdzie dyskutowano nad zjednoczeniem albańskiego ruchu oporu. Aresztowany przez włoskie władze okupacyjne w listopadzie 1942, internowany w Ventotene. Powrócił do kraju we wrześniu 1943.
W styczniu 1945 aresztowany przez władze komunistyczne. Zmarł w więzieniu po trzech miesiącach śledztwa w wyniku tortur.

## Życie prywatne
Był żonaty (żona Shaqe Çoba), miał syna Karla. Ulice imienia Ndoca Çoby znajdują się w północnej części Tirany (Stacioni i Trenit) i w Szkodrze.